# Provincia di Hualgayoc
La provincia di Hualgayoc è una provincia del Perù, situata nella regione di Cajamarca.

## Geografia antropica

### Suddivisioni amministrative
È divisa in tre distretti (comuni)
- Bambamarca
- Chugur
- Hualgayoc